# Bond Arms
A Bond Arms Inc. é uma fabricante Norte americana de armas de fogo, localizada em Granbury, Texas, especializada em derringers.

## Histórico
A Bond Arms foi fundada por um antigo fabricante de ferramentas e matrizes Greg Bond como Texas Armory, em Granbury, Texas. A empresa foi incorporada como Bond Arms em 1995 e foi licenciada pela BATFE como fabricante e comerciante de armas de fogo. A Bond Arms é o maior fabricante de derringers na indústria de armas de fogo.

## Produtos

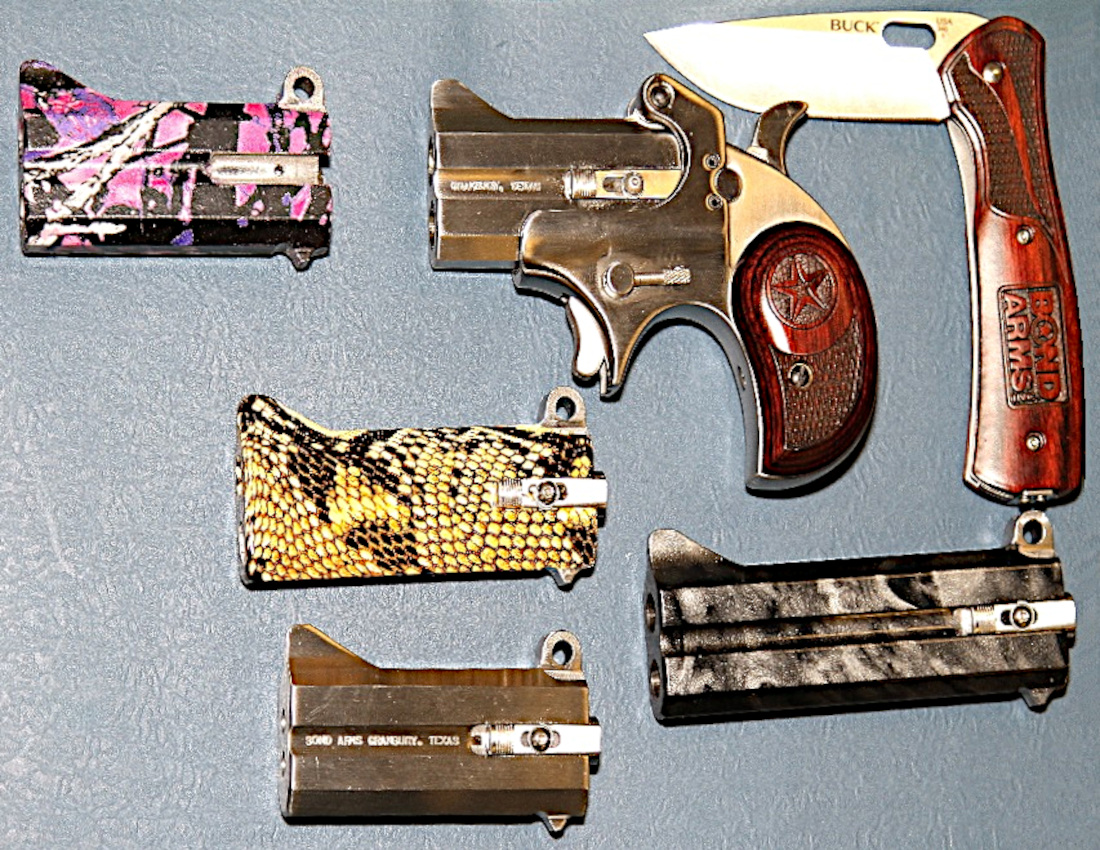
Exemplos da linha de produtos da Bond Arms.

### Derringers
As Derringers da Bond Arms  são feitas em uma variedade de calibres, incluindo o .45 Long Colt /.410 Shotshell. Os três modelos mais populares são o "Texas Defender", o "Cowboy Defender" e o "Snake Slayer". As Derringers da Bond Arms são equipadas com guarda-mato, exceto o modelo "Cowboy Defender". O guarda-mato é removível para uma aparência mais tradicional. A Bond Arms fabrica suas Derringers de tal forma que um usuário pode mudar os canos e mudar de um calibre para outro.
No final de 2014, a Bond Arms introduziu dois modelos obedecendo a legislação da Califórnia chamados "Big Bear" e "Brown Bear".
Modelos Derringer da Bond Arms:
| Modelo                         | Cano                                 | Peso       | Comprimento | Empunhadura                            | Miras                             | Guarda-mato | Preço de varejo |
| ------------------------------ | ------------------------------------ | ---------- | ----------- | -------------------------------------- | --------------------------------- | ----------- | --------------- |
| Ranger                         | 4 1/4″ .45/.410 ou .38 Spl./.357 Mag | 23 1/2 oz. | 6 1/4″      | Black ash star                         | Lâmina na frente fixa na traseira | Não         | $634            |
| Ranger II                      | 4 1/4″ .45/.410 ou .38 Spl./.357 Mag | 23 1/2 oz. | 6 1/4″      | Black ash star                         | Lâmina na frente fixa na traseira | Sim         | $634            |
| Rustic Ranger                  | 4 1/4″ .45/.410 ou .38 Spl./.357 Mag | 23 1/2 oz. | 6 1/4″      | Rosewood star                          | Lâmina na frente fixa na traseira | Sim         | $634            |
| Snake Slayer                   | 3 1/2" .45/.410 ou .38 Spec/.357 Mag | 22 oz.     | 5 1/2"      | Extended custom rosewood               | Lâmina na frente fixa na traseira | Sim         | $489            |
| Snake Slayer IV                | 4 1/4″ .45/.410 ou .38 Spl./.357 Mag | 23 1/2 oz. | 6 1/4″      | Extended custom rosewood               | Lâmina na frente fixa na traseira | Sim         | $519            |
| Texas Defender                 | 3"                                   | 20 oz.     | 5"          | Custom laminated black ash ou rosewood | Lâmina na frente fixa na traseira | Sim         | $415            |
| Cowboy Defender                | Example                              | 19 oz.     | 5"          | Custom laminated black ash ou rosewood | Lâmina na frente fixa na traseira | Não         | $415            |
| Century 2000                   | Example                              | 21 oz.     | 5.5"        | Custom laminated black ash ou rosewood | Lâmina na frente fixa na traseira | Sim         | $420            |
| USA Defender                   | Example                              | 19 oz.     | 5"          | Extended custom rosewood               | Lâmina na frente fixa na traseira | Sim         | $499            |
| Mini 45                        | 2.5" .45 Colt                        | 19 oz.     | 4.5"        | Rosewood                               | Lâmina na frente fixa na traseira | Não         | $395            |
| Girl Mini                      | 2.5" .357                            | 18 oz.     | 4.5"        | Pink wood                              | Lâmina na frente fixa na traseira | Não         | $395            |
| Backup                         | 2.5" .45 ACP                         | 18 oz.     | 4.5"        | Rubber                                 | Lâmina na frente fixa na traseira | Sim         | $410            |
| Big Bear - CA legal            | -                                    | -          | -           | Rubber                                 | Lâmina na frente fixa na traseira | Sim         | TBA             |
| Brown Bear - CA legal          | -                                    | -          | -           | Rosewood                               | Lâmina na frente fixa na traseira | Sim         | TBA             |
| Texas Ranger - Special Edition | 3 1/2″ .45/.410 ou .38 Spl./.357 Mag | 23 1/2 oz. | 5 1/2″      | Custom natural wood with gold star     | Lâmina na frente fixa na traseira | Sim         | $1,297          |

### Semiautomática
Bond Arms adquiriu os direitos da pistola semiautomática bullpup Boberg XR9-S, redesenhou-a e comercializou-a como Bond Arms BullPup 9.

### Facas
A empresa vende uma faca tática de abertura automática com apenas uma das mãos em parceria com a Buck Knives.

### Acessórios
A Bond Arms oferece talas de empunhadura personalizadas para suas armas e uma linha de coldres personalizados feitos internamente.